# Mesenterialinfarkt
Als Mesenterialinfarkt wird ein meist akuter Verschluss eines Darmgefäßes bezeichnet, der zur Infarzierung und Nekrotisierung des entsprechenden Darmabschnitts führt. Sowohl die Embolisierung einer Arterie als auch die Thrombosierung einer Vene können dafür verantwortlich sein.
Von einem Mesenterialgefäßverschluss sind in der Regel ältere kardiovaskulär vorbelastete Personen betroffen.
Bei den entsprechenden betroffenen Arterien handelt es sich in ca. 85 % der Fälle um die Arteria mesenterica superior, der Rest verteilt sich zu etwa gleichen Teilen auf Truncus coeliacus und Arteria mesenterica inferior. Verschlüsse der Arteria mesenterica inferior verlaufen klinisch milder und haben eine bessere Prognose, da diese ein weitaus kleineres Versorgungsgebiet aufweist.

## Stadien
Der Mesenterialinfarkt kann lebensbedrohlich werden und verläuft typischerweise in drei Phasen:
Initialstadium: heftige krampfartige Abdominalschmerzen, evtl. hämorrhagische (blutige) Durchfälle und Schocksymptome, häufig ohne Abwehrspannung und mit fehlendem Druckschmerz. Dieses Stadium ist auch von einem zunehmenden Verfall des Patienten gekennzeichnet. Die Schmerzen treten vor allem im Bereich des Bauchnabels auf. Bereits zwei Stunden nach dem Verschluss beginnt die Nekrose des betroffenen Darmabschnitts, deshalb erfordert dies in jedem Fall akutes Handeln.
Latenzstadium: Trügerisches Nachlassen des Schmerzes über mehrere Stunden, abnehmende Darmperistaltik („fauler Frieden“)
Stadium der irreparablen Darmnekrose: paralytischer Ileus, Durchwanderungsperitonitis und schwere Allgemeinintoxikation bis zum Tod.

## Diagnose
- akutes Abdomen mit zunehmendem Verfall des Patienten
- Leukozytose > 20000/µl
- metabolische Azidose, Laktatazidose (empfindlicher Parameter)
- farbcodierte Duplexsonographie
- Abdomenübersichtsröntgen ist eventuell indiziert

Bei der nichtokklusiven Mesenterialischämie (NOMI), deren Bedeutung zunehmend erkannt wird, kann ein konservatives, d. h. medikamentöses Vorgehen erwogen werden.
Bei der okklusiven Mesenterialischämie (OMI), also dem Verschluss eines Gefäßes, ist eine gefäßchirurgische Intervention notfallmäßig angezeigt, um durch eine Wiederherstellung der Blutstrombahn den infarktgefährdeten Darm zu revaskularisieren, d. h. die Versorgung mit Blut wiederherzustellen. Nekrotische Darmanteile müssen reseziert werden.
Die Prognose ist mit einer Letalität von 90 % ungünstig. Dies ist vor allem dadurch bedingt, dass die Diagnose meist zu spät gestellt wird (schwierige Differentialdiagnose).